# 朱为宏
朱为宏（1970年5月—），中国化工学家。他主要关注光敏产品的功能化及稳定性强化，创造了D-A-π-A模型，改进了光敏产品宏量制备方法，并致力于光敏产品的高端化应用。发表300多篇SCI论文，H指数超过80，并被科睿唯安选为高被引科学家。两次获得国家自然科学奖二等奖。2023年当选中国科学院院士。
朱为宏1992年获南京师范大学化学学士学位，1995年获南开大学有机化学硕士学位，1999年7月获华东理工大学应用化学博士学位。2001年后赴日本筑波国立产业技术综合研究院做博士后研究，2004年赴筑波大学做访问学者，2014年赴美国华盛顿州立大学做访问学者。